# Pentaphlebia gamblesi
Pentaphlebia gamblesi là loài chuồn chuồn trong họ Amphipterygidae. Loài này được Parr mô tả khoa học đầu tiên năm 1977.